# Île de Ré
Île de Ré (tudi Île de Rhé) je otok ob zahodni francoski obali v Biskajskem zalivu, upravno del departmaja Charente-Maritime regije Akvitanija-Limousin-Poitou-Charentes. Domačini in njegovi obiskovalci ga poznajo tudi pod imenom "Ré la Blanche", to je Beli otok. Grška Kozmografija iz 7. stoletja omenja otok pod imenom "Ratis". 

## Geografija
Otok se nahaja približno 1.6 morske milje zahodno od obale in najbližjega mesta La Rochelle s katerim je povezan preko 2.9 km dolgega mostu, zgrajenega leta 1988, severno od morskega preliva Pertuis d'Antioche.
Otok je povsem raven, prbližno 30 km dolg, 5 km širok, po površini meri 85 km². Razdeljen je na deset občin, od vzhoda proti zahodu si sledijo: Rivedoux-Plage, La Flotte, Sainte-Marie-de-Ré, Saint-Martin-de-Ré (sedež kantona), Le Bois-Plage-en-Ré, La Couarde-sur-Mer, Loix, Ars-en-Ré (sedež kantona), Saint-Clément-des-Baleines in Les Portes-en-Ré.

## Zgodovina
V rimskem obdobju je bil Île de Ré arhipelag, sestavljen iz treh manjših otokov, poleg njega še Île d'Aix in Île d'Oléron. V 7. in 8. stoletju se je otočje imenovalo Vacetae Insulae (po Aethicusovi Kozmografiji. Vaceti oz. Vasconi (Baski) naj bi namreč v tem času nadzirali oz. prebivali na tem ozemlju.
V času francoskih verskih vojn je protestantski vojvod Benjamin de Rohan februarja 1625 vodil hugenote pri uporu proti francoskemu kralju Ludviku XIII. in po razglasitvi manifesta s 300 vojaki ter 100 mornarji zasedel in okupiral otok Ré.
Od tam je plul proti Bretanji, kjer je vodil uspešen napad na kraljevo floto, kljub temu pa mu po treh mesecih obleganja ni uspelo zasesti trdnjave v Blavetu. Vrnil se je na otok Ré in kmalu zasedel še sosednji Oleron, s čimer je prevzel nadzor nad obalo od Nantesa do Bordeauxa in postal vodja reform, imenovan "Admiral Protestantske cerkve". Nekaj mesecev kasneje, septembra 1625, se je na osvojitev otoka odpravil katoliški vojskovodja Karel Guiški in porazil protestantsko floto pri čemerj e Rohan moral ob neuspešnem protinapadu zbežati v Anglijo.
Leta 1627 je sledila angleška invazija otoka pod poveljstvom vojvoda Buckinghamskega, da bi razbremenila protestantsko vojsko, oblegano v La Rohelle. Po treh mesecih bojev pri Saint-Martinu, kateremu je poveljeval francoski maršal Toiras, se je morala angleška vojska poražena umakniti 
Glavno pristanišče Saint-Martin je bilo leta 1681 pod Vaubanom utrjeno in je kasneje v 19. in prvi polovici 20. stoletja služilo kot izhodišče za kaznjence na njihovi poti h kaznilnicam na Novi Kaledoniji in vFrancoski Gvajani.
V času druge svetovne vojne je bila obala otoka po nemški okupaciji Francije utrjena z bunkerji, ki so ščitili nemške položaje pred morebitno invazijo zaveznikov z morja.
Obala otoka je bila prizorišče več scen ameriškega filma iz leta 1962 Najdaljši dan.

## Galerija
- Most Île de Ré bridge pri Sablanceauju / Rivedoux.
- Svetilnik Phares des Baleines.
- Soline, Loix-en-Ré